# ويسكوت (ويسكونسن)
ويسكوت (بالإنجليزية: Wescott, Wisconsin)‏ هي بلدة تقع بولاية ويسكونسن في الولايات المتحدة. تبلغ مساحتها 78.6 (كم²)، وترتفع عن سطح البحر 246 م، بلغ عدد سكانها 3653 نسمة في عام 2000 حسب إحصاء مكتب تعداد الولايات المتحدة وتصل الكثافة السكانية فيها 62.2 نسمة/كم2.

## وصلات خارجية
- Town of Wescott
- The US50 - Cities and Towns in Wisconsin State
- Wisconsin Cities and Towns, Facts, Map, Flag, Colleges, Government, and More